# Rio Pequeno (distrito de São Paulo)
Rio Pequeno es un distrito ubicado en la zona oeste de la ciudad de Sao Paulo, Brasil. Administrativamente pertenece a la subprefectura de Butantã. 
El distrito limita con los distritos de Jaguaré, Butantã, Raposo Tavares y Vila Sônia, además de la Ciudad Universitaria y el municipio de Osasco. Cuenta con avenidas con diversos negocios y conexiones con el interior de los barrios, como las siguientes avenidas: Avenida do Rio Pequeno, Avenida Corifeu de Azevedo Marques (parte), Avenida Engº Heitor Antonio Eiras Garcia (parte), Avenida Escola Politécnica (parte ), Avenida Nossa Senhora de Assunção, Avenida José Joaquim Seabra, Avenida Otacílio Tomanik y Avenida Darcy Reis.

## Distritos limítrofes
- Jaguaré (norte).
- Butantã (este).
- Raposo Tavares (sur).
- Campo Limpo (suroeste).
- Municipio de Osasco (oeste)